# Le Droit des femmes

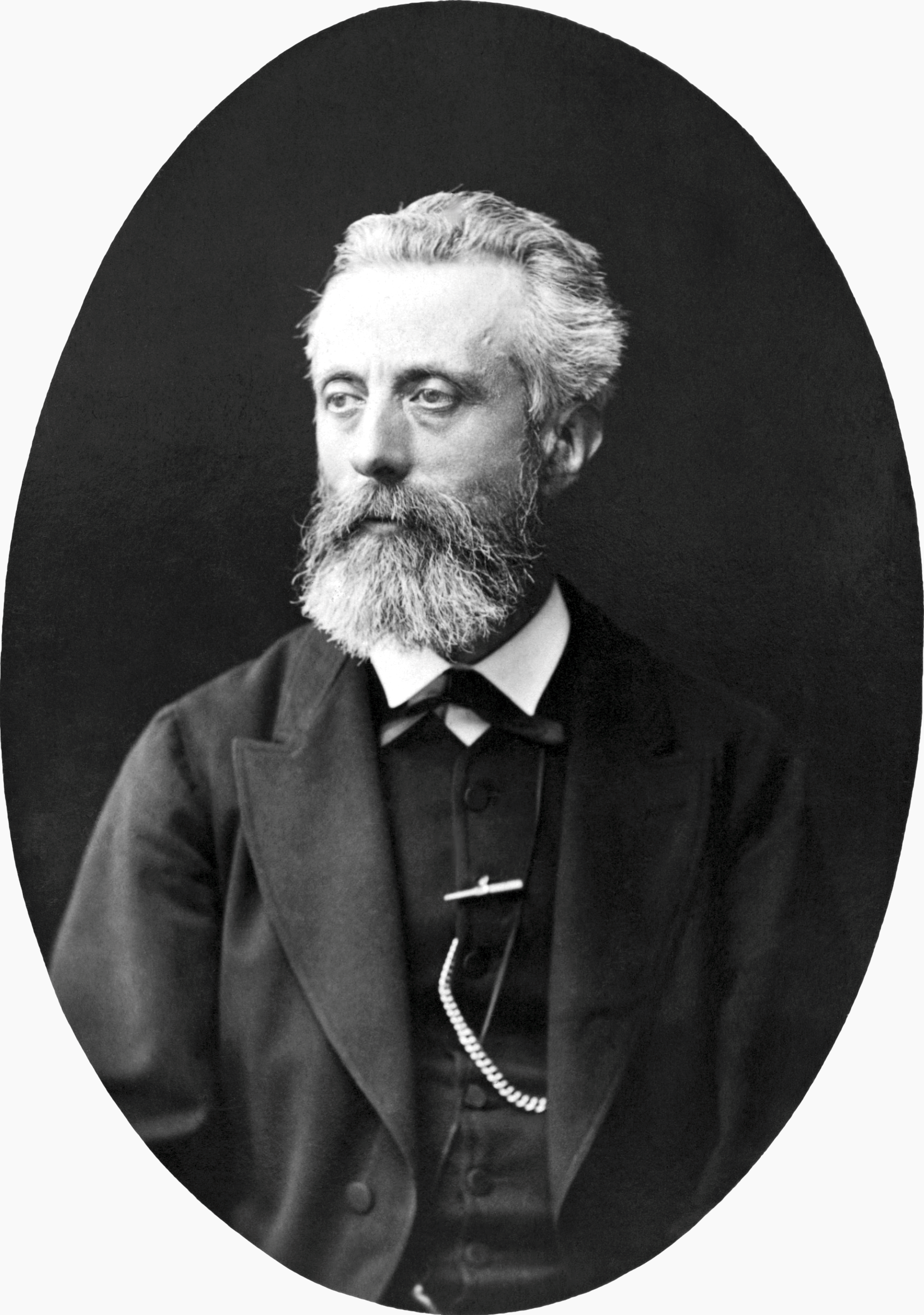
Léon Richer

Le Droit des femmes  (Das Recht der Frauen) war eine französische feministische Wochenzeitung, die von 1869 bis 1891 wöchentlich erschien und zwischen 1871 und 1879 den Namen L’Avenir des femmes (Die Zukunft der Frauen) annahm. Sie wurde von dem Journalisten Léon Richer gegründet und herausgegeben und anfangs von der feministischen Autorin Maria Deraismes finanziell unterstützt.

## Geschichte
Die erste Ausgabe von Le Droit des femmes erschien am 10. April 1869 auf Initiative von Léon Richer, der auch Herausgeber, Chefredakteur und Hauptautor war. Der Freidenker tat sich mit der feministischen Rednerin und Autorin Maria Deraismes zusammen, die die Zeitung finanziell unterstützte und redaktionell mitwirkte. Die Journalistin Julie-Victoire Daubié verfasste zahlreiche Wirtschaftsartikel und Kolumnen über Frauenrechte.
Das Erscheinen der Wochenzeitung wurde nach dem 11. August 1870 aufgrund des Deutsch-Französischen Krieges von 1870 eingestellt und am 24. September 1871 unter dem weniger fordernden Namen L’Avenir des femmes wieder aufgenommen.
Mitte der 1870er Jahre wurde Eugénie Potonié-Pierre Sekretärin und regelmäßige Beiträgerin der Zeitung. Maria Desraismes und Léon Richer organisierten im Juli/August 1878 den Congrès international du droit des femmes (Internationaler Kongress für das Recht der Frauen), an dessen Ende Léon Richer am 5. Januar 1879 den ursprünglichen Namen der Zeitschrift wieder einführte: Le Droit des femmes.
Als die Zeitung 1885 immer wieder kurz vor dem Bankrott stand, beschloss Richer, den Preis pro Ausgabe von acht auf vier Cent zu senken und die Seitenzahl von sechzehn auf zwölf zu reduzieren, was jedoch nicht die erhofften Ergebnisse brachte, da der Titel weiterhin von Spenden und Zuschüssen der Ligue française pour le droit des femmes (Französische Liga für das Recht der Frauen) abhängig war, die er selbst 1882 mitgegründet hatte.
Im Dezember 1891 wurde das Erscheinen der Zeitung eingestellt, da Léon Richer die Frauenbewegung aufgrund seines Alters (fast 70 Jahre), seiner nachlassenden Gesundheit und zahlreicher Enttäuschungen, insbesondere aufgrund der Spaltungen, die die Frauenbewegung zu dieser Zeit durchzogen, verließ. Le Droit des femmes war dennoch die langlebigste feministische Zeitschrift des 19. Jahrhunderts. In Alison Finchs „Women's Writing in Nineteenth-Century France“ wurde sie als eine der acht wichtigsten Zeitschriften des Jahrhunderts erwähnt.

## Redaktionelle Linie
Die in Paris erschienene Zeitschrift berichtete über politische und soziale Fragen im Zusammenhang mit Frauenrechten sowie über aktuelle literarische und wirtschaftliche Ereignisse. Das Hauptziel der zutiefst republikanischen Wochenzeitung war es, Reformen für die Rechte der Frauen zu fördern. Zu ihren Forderungen gehörten die Einrichtung eines Familienrats, der Frauen helfen sollte, deren Ehemänner oder Väter sich missbräuchlich verhalten, eine bessere Bildung für Mädchen, höhere Löhne für Frauen, um die Prostitution einzudämmen, der Grundsatz „gleicher Lohn für gleiche Arbeit“ und die Zulassung qualifizierter Frauen zu Berufen, die ihnen bislang verschlossen waren. Auch wenn die Bürgerrechte der Frauen auf diese Weise hervorgehoben wurden, setzte sich Léon Richers Zeitung nicht für das Frauenwahlrecht ein.

## Archive
Neben den auf Gallica dargestellten Ausgaben (siehe Weblinks) werden die Ausgaben auch in der Bibliothèque Marguerite-Durand aufbewahrt.